# Aimé-Victor-François Guilbert

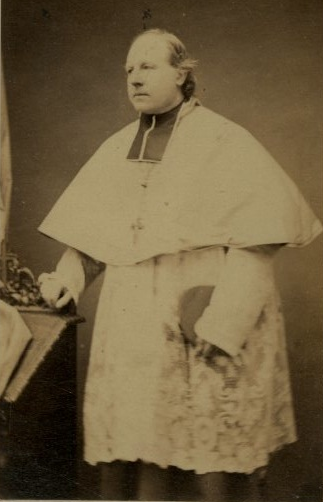
Aimé-Victor-François Guilbert als Bischof (vor 1883)

Aimé-Victor-François Guilbert (* 15. November 1812 in Cerisy-la-Forêt, Manche; † 15. August 1889 in Gap) war ein französischer Erzbischof und Kardinal.

## Leben

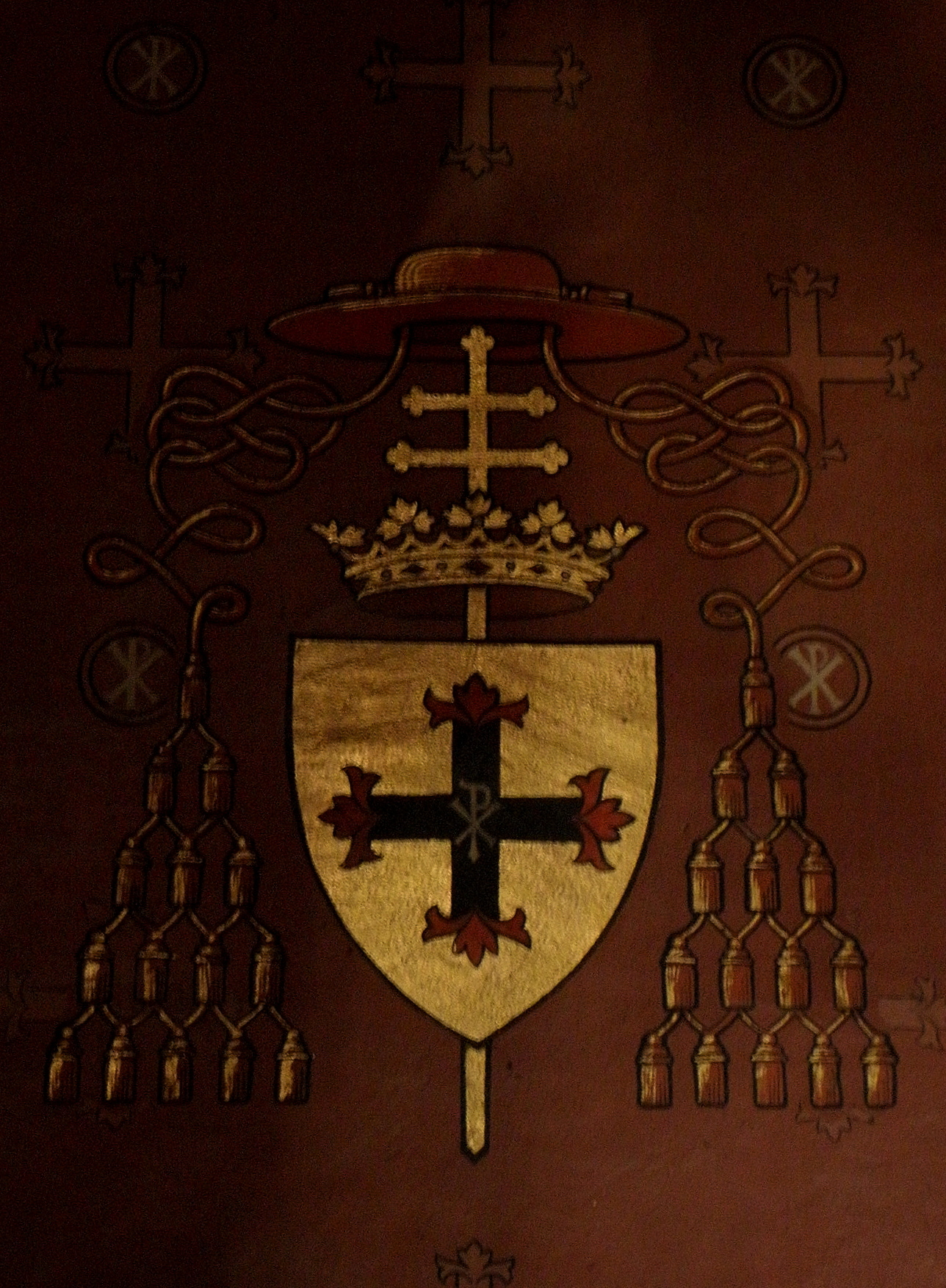
Guilberts Kardinalswappen in der Kathedrale Saint-Andre zu Bordeaux

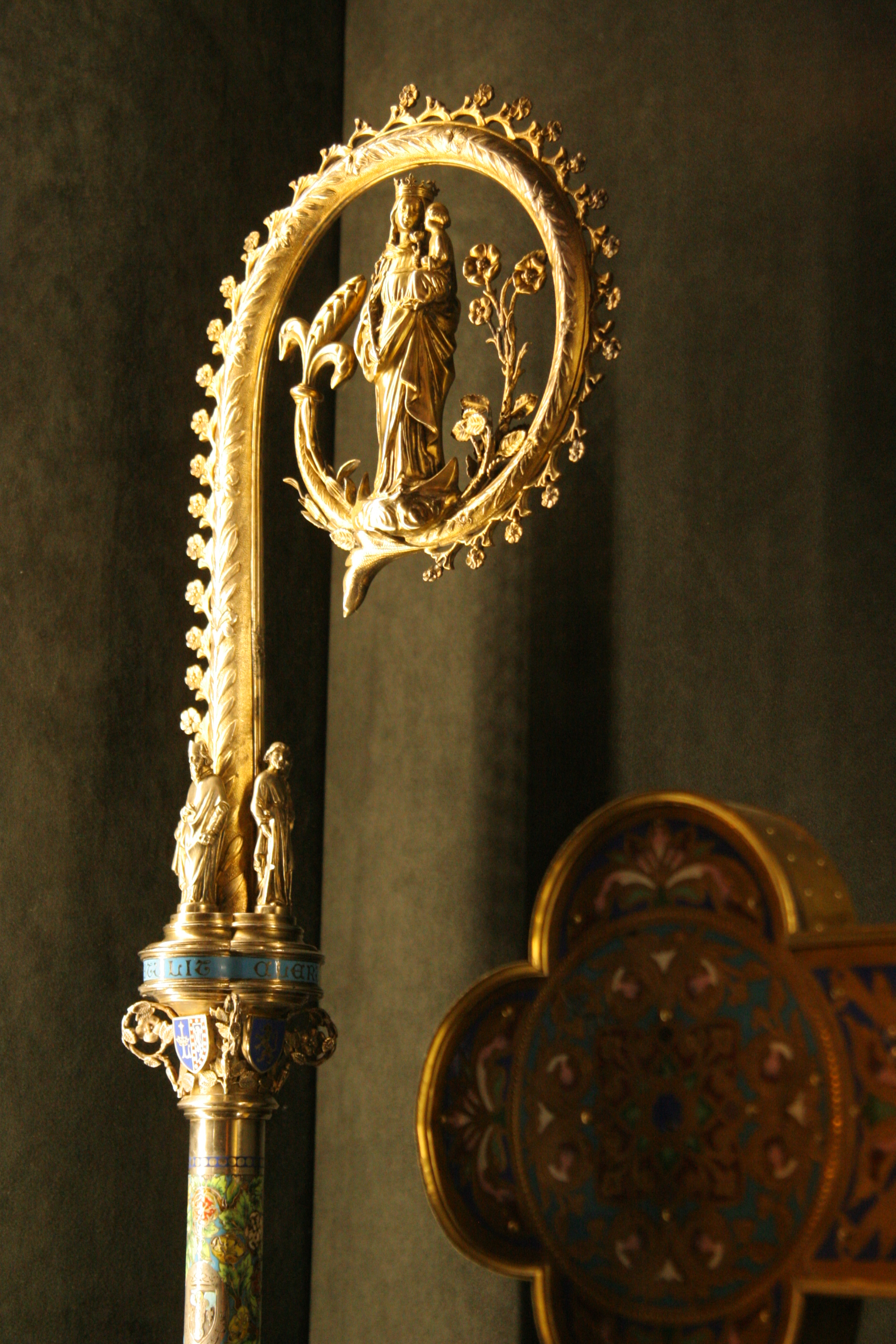
Neugotischer Bischofsstab des Kardinals (Offerte von Pius IX.; heute im Tresor der Kathedrale Notre-Dame de Paris)

Aimé Guilbert erhielt seine Ausbildung im Seminar von Coutances und empfing am 17. Dezember 1836 die Priesterweihe. Zunächst war er Professor für Rhetorik im kleinen Seminar von Coutances, dann in Munéville. Er wurde Leiter des Seminars von Mortain und 1853 Gründer und Leiter des Seminars von Valognes. 1855 wurde er dort auch Pfarrer.
1867 wurde er zum Bischof von Gap berufen und empfing am 10. November desselben Jahres in der Kirche Saint-Malo de Valognes durch François-Augustin Delamare, Erzbischof von Auch, unter Assistenz von Jean-Pierre Bravard, Bischof von Coutances und Flavien Hugonin, Bischof von Bayeux die Bischofsweihe.
1877 wurde er zum Offizier der Ehrenlegion ernannt und 1879 wurde er Bischof von Amiens. Am 9. August 1883 wurde er zum Erzbischof von Bordeaux ernannt und am 24. Mai 1889 im Konsistorium von Papst Leo XIII. in Abwesenheit zum Kardinal kreiert. Allerdings starb er auf dem Weg nach Rom, noch ehe er Kardinalshut und Titel entgegennehmen konnte. Er wurde in der Kathedrale von Bordeaux beigesetzt.

## Wappen
Sein Wappen ist ein Croix de sable, bekränzt mit Blättern und mit einem goldenen Christusmonogramm im Zentrum. Seine Devise lautete: Crux Spes („Das Kreuz ist Hoffnung“).

## Sukzession
Er war der Hauptkonsekrator von:
- Erzbischof Frédéric-Henri Oury (1885)
- Bischof Prosper-Amable Berthet (1889)